# 320
320（三百二十、三二〇、さんびゃくにじゅう）は、自然数また整数において、319の次で321の前の数である。

## 性質
- 320は合成数であり、約数は 1, 2, 4, 5, 8, 10, 16, 20, 32, 40, 64, 80, 160, 320 である。
  - 約数の和は762。
    - 75番目の過剰数である。1つ前は318、次は324。

  - 約数を14個もつ2番目の数である。1つ前は192、次は448。
- 89番目のハーシャッド数である。1つ前は315、次は322。
  - 5を基としたとき5番目のハーシャッド数である。1つ前は230、次は410。
  - n を基とする n 番目のハーシャッド数である。1つ前は220、次は132。（オンライン整数列大辞典の数列 A82260）
- 320 の三つの数字のうちどの一つを他の数字に入れ替えても素数にはならない5番目の数である。1つ前は208、次は322。(オンライン整数列大辞典の数列 A118118)

すなわち321, 322, 323, 324, 325, 326, 327, 328, 329, 300, 310, 330, 340, 350, 360, 370, 380, 390,
120, 220, 420, 520, 620, 720, 820, 920及び百の位を0に置き換えた、020はいずれも合成数である。
- 約数の和が320になる数は2個ある。(189, 237) 約数の和2個で表せる26番目の数である。1つ前は308、次は342。
- 1/320 = 0.003125
  - 逆数が有限小数になる21番目の数である。1つ前は256、次は400。(オンライン整数列大辞典の数列 A003592)
- 各位の和が5になる18番目の数である。1つ前は311、次は401。
- 320 = 5 × 26
  - n = 6 のときの 5 × 2n の値とみたとき1つ前は160、次は640。(オンライン整数列大辞典の数列 A020714)
  - 2つの異なる素因数の積で p6 × q の形で表せる2番目の数である。1つ前は192、次は448。(オンライン整数列大辞典の数列 A189987)
  - 320 = 5 × 43
    - n = 4 のときの 5n3 の値とみたとき1つ前は135、次は625。(オンライン整数列大辞典の数列 A244725)
    - n = 3 のときの (n + 2)(n + 1)n の値とみたとき1つ前は36、次は3750。(オンライン整数列大辞典の数列 A055541)
    - 320 = 5 × 82
      - n = 8 のときの 5n2 の値とみたとき1つ前は245、次は405。(オンライン整数列大辞典の数列 A033429)

    - 320 = 44 + 43
      - n = 4 のときの n4 + n3 の値とみたとき１つ前は108、次は750。(オンライン整数列大辞典の数列 A179824)

    - 320 = 28 + 82
      - 9番目のレイランド数である。1つ前は177、次は368。
      - n = 8 のときの 2n + n2 の値とみたとき1つ前は177、次は593。(オンライン整数列大辞典の数列 A001580)
      - n = 2 のときの 8n + n8 の値とみたとき1つ前は9、次は7073。(オンライン整数列大辞典の数列 A198401)
      - 320 = 82 + 162
        - 異なる2つの平方数の和で表せる97番目の数である。1つ前は317、次は325。(オンライン整数列大辞典の数列 A004431)
- n = 320 のときの n! + 1 で表せる 320! + 1 は12番目の階乗素数である。1つ前は154、次は340。(オンライン整数列大辞典の数列 A002981)
- 320 = 182 − 4
  - n = 18 のときの n2 − 4 の値とみたとき1つ前は285、次は357。(オンライン整数列大辞典の数列 A028347)
- 320 = 212 − 121
  - n = 21 のときの n2 − 112 の値とみたとき1つ前は279、次は363。(オンライン整数列大辞典の数列 A132764)

## その他 320 に関連すること
- 西暦320年
- エアバスA320はエアバス製の旅客機。
- 320×240 (QVGA)
- 「讃美歌」320番「主よ御許に近づかん」